# 吉列尔莫·法里尼亚斯
吉列尔莫·法里尼亚斯·埃尔南德斯（西班牙語：Guillermo Fariñas Hernández，1962年1月3日—），古巴心理医生、独立记者和持不同政见者。他多年来曾进行23次绝食以反抗古巴政权。他声称准备在反对古巴审查制度的斗争中牺牲。2010年10月20日获萨哈罗夫奖。